# Волфганг Шюсел
Волфганг Шюсел (на немски: Wolfgang Schüssel) e австрийски политик, доктор по право.
Той е партиен ръководител на Австрийската народна партия (ÖVP) от 1995 до 2007 г. Постига исторически успех за АНП – тя печели парламентарните избори през 2000 г. и оглавява федералното правителство за първи път от 30 години.
Шюсел е министър на външните работи (1995 – 2000). Той е бил и федерален канцлер на Австрия от 2000 г. до 2007 г. и като такъв е председател през първото полугодие на 2006 г. на Европейския съвет.